# Dag Lidén
Dag Olav Ambjörn Lidén, född 10 november 1961 i Norsjö församling i Västerbottens län, är en svensk officer (överste).

## Biografi
Lidén avlade officersexamen vid Krigsskolan 1984 och utnämndes samma år till fänrik vid Västerbottens regemente, där han 1986 befordrades till löjtnant. Han befordrades 1993 till major och tjänstgjorde i mitten av 1990-talet vid Norrlands dragonregemente, varefter han i slutet av 1990-talet tjänstgjorde vid Högkvarteret. Efter befordran till överstelöjtnant var han chef för Planeringssektionen i Personalplaneringsavdelningen i Personalstaben vid Högkvarteret från 2000 till 2002 eller 2003. Han var chef för svenska kontingenten i Afghanistan under 2004.[källa behövs]
Efter befordran till överste var Lidén ställföreträdande chef för Livgardet 2006–2008. Han var arméattaché vid ambassaden i Washington 2009–2013, från 2010 sidoackrediterad som försvarsattaché vid ambassaden i Ottawa. Åren 2013–2017 var han chef för Livregementets husarer. Därefter var han stabschef vid Arméns taktiska stab i Högkvarteret 2017–2018. Den 1 januari 2019 blev Lidén stabschef i den nyupprättade Arméstaben,[källa behövs] där han 2021 fick ett förlängt förordnande till längst 30 juni 2022. Sommaren 2022 tillträdde han en befattning som generalsekreterare i Svenska Jägareförbundet.